# Залевская, Анна
Анна Эльжбета Залевская (пол. Anna Elżbieta Zalewska, урождённая Гонсёр пол. Gąsior; род. 6 июля 1965) — польская педагог, политический деятель, министр национального образования с 2015 по 2019 год. В прошлом — депутат Сейма. С 2019 года — Депутат Европейского парламента IX созыва.

## Биография
Залевская окончила факультет польской филологии Вроцлавского университета в 1989 году. Начала карьеру учителем и заместителем директора средней школы в Свебодзице.
Присоединилась к либерально-демократической политической партии «уния свободы», а затем перешла к партии «Право и справедливость», основанной братьями Лехом и Ярославом Качинским в 2001 году. С 2002 по 2007 год Залевская была депутатом местного совета Свидницкого уезда, с 2006 года работала заместителем старосты того совета. Впервые она баллотировалась в парламент в 2005 году, но безуспешно. На парламентских выборах 2007 в Польше она была избрана депутатом по списку «Права и справедливости». Баллотируясь в округе Валбжих, Залевская получила 10 584 голоса. В 2011 году она была переизбрана в парламент в том же избирательном округе с 14 999 голосами. В 2009 и 2014 годах безуспешно баллотировалась в Европейский парламент. В 2015 году она вновь была переизбрана в Сейм, получив 22 402 голоса.
16 ноября 2015 года получила назначение в действующем правительстве Беаты Шидло, возглавив Министерство национального образования. С 2017 года под ее руководством в польском образовании продолжается реформа. В том же году с приходом нового премьера Матеуша Моравецкого, Анна Залевская сохранила пост.